# Lazarus (Bischof)
Der Bischof Lazarus amtierte zu Beginn des 5. Jahrhunderts in Aix-en-Provence.
Nachdem Priscillian, Bischof von Ávila, wegen seiner streng asketischen Theologie 385 als Häretiker in Trier hingerichtet worden war, hielten und verbreiteten sich seine Anschauungen in Gallien und Spanien. Einer der prominentesten Vertreter der „Priscillianisten“ war Bischof Lazarus, aber auch andere hohe kirchliche Würdenträger der Region (zunächst Instantius und Salvanius sowie Hyginus von Cordoba, die 390 exkommuniziert wurden, dann auch Herod von Arles sowie die Metropoliten von Marseille, Vienna und der Narbonensis II) schlossen sich der Lehre an. Lazarus und Herod wurden 412 unter dem Vorwurf des Manichäismus abgesetzt.
Im Jahr 416 richteten Lazarus und Herod einen Brief an die in Karthago versammelten 69 Bischöfe, um sich gegen den Vorwurf der Häresie zu verteidigen. Zosimus, der Bischof von Rom, verurteilte die beiden abgesetzten Bischöfe in einem Schreiben, das zugleich eine Rehabilitation des Pelagius darstellte, und das er bereits 418 widerrief.